# Hilfsaktion Märtyrerkirche
Die Hilfsaktion Märtyrerkirche e.V. (HMK) ist eine überkonfessionelle Hilfsorganisation für verfolgte Christen, die 1969 von dem rumänischen lutherischen Pfarrer Richard Wurmbrand gegründet wurde.

## Tätigkeit
Die HMK leistet finanzielle und materielle Unterstützung für christliche Gemeinden und Einrichtungen in Ländern der Verfolgung, hauptsächlich in islamischen, hinduistischen und buddhistischen Staaten sowie Ländern, in denen kommunistische Systeme Christen unterdrücken. 2022 wurden über 170 Projekte in mehr als 50 Ländern gefördert.
Sie unterhält Projekte zu Soforthilfe, medizinischer Hilfe, Kinderhilfe, Ausbildung, Evangelisation, Rechtsbeistand, Wiederaufbau, Überlebenshilfe und Hilfe zur Selbsthilfe und stellt Broschüren, Bücher, Bild- und Tonträger über ihre Arbeit und die Situation der bedrängten Christen her, bietet Vorträge in Kirchengemeinden und Schulklassen an und unterhält eine Dauerausstellung zum Thema Christenverfolgung an ihrem Sitz in Schöffengrund-Schwalbach.

## Organisation
Mit anderen auf Richard Wurmbrand zurückgehenden Organisationen wie Voice of the Martyrs (VOM) arbeitet die HMK in der International Christian Association (ICA) zusammen.
Der deutsche Verein ist als gemeinnützig anerkannt. Die Arbeit wird vollständig aus Spenden finanziert. Die HMK trägt die Spendensiegel des Deutschen Zentralinstituts für Soziale Fragen (DZI) und der Deutschen Evangelischen Allianz.
2022 wurde der Sitz vom Bodensee (Uhldingen-Mühlhofen) nach Mittelhessen (Schöffengrund-Schwalbach) verlegt. Vorstandsvorsitzender des HMK e.V. ist Stefan Weber, stellvertretender Vorstandsvorsitzender Olaf Latzel, Missionsleiter Manfred Müller.

## Periodika
- Stimme der Märtyrer, erscheint monatlich; Auflage 2010: rund 15.000 Exemplare.[5]

## Auszeichnungen
- 2021: Stephanus-Sonderpreis für verfolgte Christen[6]